# Família 12mm de calibres
Este artigo lista os cartuchos de armas de fogo que tem calibres de diâmetro entre 12 milímetros (0.47 polegadas) até 12,99mm (0.51 polegadas). Calibres nessa faixa são de uso limitado em pistolas e predominante em fuzis antimaterial.

## Calibres de pistola
| Nome               | Diâmetro do projétil | Tamanho do estojo | Diâmetro do aro | Diâmetro da base | Ombro | Pescoço      | Tamanho total |
| ------------------ | -------------------- | ----------------- | --------------- | ---------------- | ----- | ------------ | ------------- |
| .475 Wildey Magnum | 12,1 (.475)          | 30.4 (1.198)      | 12,0 (.473)     | 12.7 (.501)      | -     | 12,50 (.493) | 40.00 (1.575) |
| .50 Action Express | 12,7 (.500)          | 32.64 (1.285)     | 13.06 (.514)    | 13.89 (.547)     | -     | 13.72 (.540) | 40.89 (1.610) |
| .50 GI             | 12,7 (.500)          | 22.81 (.899)      | 12,19 (.480)    | 13.36 (.526)     | -     | 13.36 (.526) | 31.01 (1.221) |

## Calibres de revólver
| Nome                 | Diâmetro do projétil | Tamanho do estojo | Diâmetro do aro | Diâmetro da base | Ombro | Pescoço       | Tamanho total |
| -------------------- | -------------------- | ----------------- | --------------- | ---------------- | ----- | ------------- | ------------- |
| .480 Ruger           | 12,065 (.475)        | 32.639 (1.285)    | 13.767 (.542)   | 12.802 (.504)    | -     | 12,802 (.504) | 41.91 (1.650) |
| .500 S&W Magnum      | 12,7 (.500)          | 41.275 (1.625)    | 14.12 (.556)    | 13.36 (.526)     | -     | 13.36 (.526)  | 53.34 (2.10)  |
| .500 Wyoming Express | 12,7 (.500)          | 35 (1.37)         | 13.8 (.543)     | 13.7 (.541)      | -     | -             | 44.8 (1.765)  |
| .500 Linebaugh       | 12,95 (.510)         | 35.69 (1.405)     | 15.49 (.610)    | 14.05 (.553)     | -     | 13.72 (.540)  | 44.58 (1.755) |

## Calibres de fuzil
| Nome                           | Diâmetro do projétil | Tamanho do estojo | Diâmetro do aro | Diâmetro da base | Ombro         | Pescoço       | Tamanho total  |
| ------------------------------ | -------------------- | ----------------- | --------------- | ---------------- | ------------- | ------------- | -------------- |
| .475 A&M Magnum                | 12,07 (.475)         | 73.66 (2.90)      |                 | 13.54 (.533)     | 14.22 (.560)  | 12,75 (.502)  | 95.25 (3.75)   |
| .470 Capstick                  | 12,07 (.475)         | 72.39 (2.85)      |                 | 13.51 (.532)     | -             | 12,67 (.499)  | 92.71 (3.65)   |
| .476 Nitro Express             | 12,09 (.476)         | 76.2 (3.00)       |                 | 16.33 (.643)     | 13.46 (.530)  | 12,9 (.508)   | 95.76 (3.77)   |
| .470 Nitro Express             | 12,27 (.483)         | 88.65 (3.25)      |                 | 16.41 (.646)     | 13.41 (.528)  | 12,7 (.500)   | 108.2 (4.26)   |
| .475 No. 2 Nitro Express       | 12,27 (.483)         | 82.55 (3.49)      |                 | 16.86 (.665)     | 13.89 (.547)  | 12,95 (.510)  | 98.04 (3.86)   |
| .475 Nitro Express             | 12,27 (.483)         | 82.55 (3.25)      |                 | 16.41 (.646)     | -             | 13.41 (.528)  | 98.04 (3.86)   |
| .500 No. 2 Express (.577/500)  | 12,88 (.507)         | 71.37 (2.81)      |                 | 18.44 (.726)     | 14.22 (.560)  | 13.67 (.538)  | 86.36 (3.40)   |
| .577/.500 Magnum Nitro Express | 12,7 (.500)          | 80 (3.13)         |                 | 18.2 (.717)      | 14.9 (.585)   | 13.4 (.526)   | 95 (3.74)      |
| .505 Gibbs                     | 12,8 (.505)          | 80.0 (3.150)      |                 | -                | 16.3 (.640)   | 13.7 (.538)   | 97.8 (3.850)   |
| .500 Jeffery                   | 13.0 (.510)          | 70 (2.75)         |                 | 14.6 (.575)      | 15.4 (.607)   | 13.7 (.538)   | 87.88 (3.46)   |
| .50 Beowulf                    | 12,7 (.500)          | 42 (1.65)         |                 | 11.3 (.445)      | -             | 13.3 (.525)   | 54 (2.125)     |
| .50 BMG (12,7×99mm NATO)       | 12,95 (.510)         | 99.31 (3.91)      |                 | 20.42 (.804)     | 18.82 (.741)  | 14.22 (.560)  | 138.43 (5.45)  |
| .510 DTC Europ (.50 DTC)       | 12,95 (.510)         | 96.77 (3.81)      |                 | -                | 19.304 (.760) | -             | 135.89 (5.35)  |
| .510 Whisper                   | 12,95 (.510)         | 47.63 (1.875)     |                 | 14.94 (.588)     | 14.91 (.587)  | 13.94 (.549)  | 84.84 (3.34)   |
| 12,7×108mm                     | 12,98 (.511)         | 108 (4.3)         |                 | 21.70 (0.854)    | 18.90 (0.744) | 13.95 (0.549) | 147.50 (5.807) |
| 12,7×55mm STs-130              | 13.01 (.512)         | 54.91 (2.16)      |                 | -                | -             | 13.76 (0.54)  | 94 (3.7)       |
| 12,7x81mmSR (.50 British)      | 13.1                 | 81.2              |                 | 19.6             | 16.3          | 13.8          | 108.7          |

Nota: O .50 Sharps, Winchester e os cartuchos tipo "Government" pertencem à família 13 mm.